# Kaimoo
Kaimoo är en ö i Finland. Den ligger i sjön Vanajavesi och i kommunen Hattula i den ekonomiska regionen  Tavastehus ekonomiska region  och landskapet Egentliga Tavastland, i den södra delen av landet, 110 km norr om huvudstaden Helsingfors. Öns area är 21,1 hektar och dess största längd är 0,9 kilometer i sydöst-nordvästlig riktning.